# Лошівка
Ло́шівка — річка в Україні, у межах Шептицького району Львівської області. Ліва притока Стиру (басейн Дніпра). 

## Опис
Довжина 12 км, площа басейну 34,1 км². Річище слабозвивисте, на значній протяжності випрямлене і каналізоване, заплава широка.

## Розташування
Лошівка бере початок на захід від села Завидче. Тече на схід. Впадає до Стиру на захід від села Сморжів. 
Над річкою розташовані села Завидче і Сморжів. 